# Шинцнах-Бад
Шинцнах-Бад (нем. Schinznach-Bad) — населённый пункт в Швейцарии, входит в состав коммуны Бругг округа Бругг в кантоне Аргау.

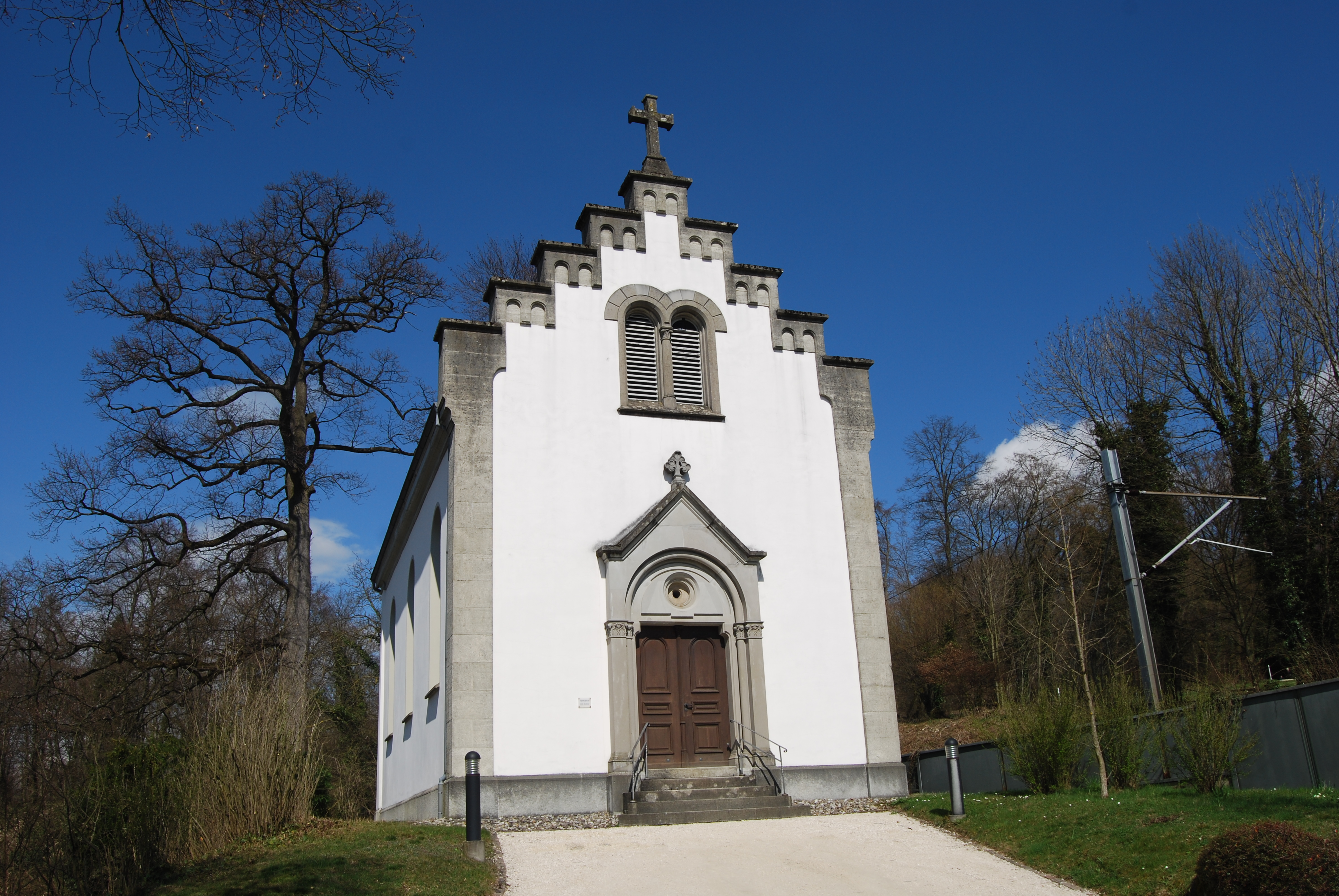
Шинцнах-Бад

Шинцнах расположен в плодородной и красивой долине, недалеко от правого берега реки Аре, среди парка, лесистых гор и виноградников. Местность с юга открыта, защищена от суровых ветров. Климат мягкий, без больших колебаний. Средняя температура в мае 15,5°, в июне 16,3°, в июле 18,8°, в августе 19,4°, в сентябре 14,7°, летом 17 °C.
Население составляет 1227 человек (на 31 декабря 2007 года).
До 2009 года был самостоятельной коммуной (официальный код — 4114). С 1 января 2010 года присоединён к коммуне Бругг.

## Водолечебница
В Шинцнах-Баде располагается известная водолечебница с серно-известковыми водами. В литре воды содержится: сероводорода 90,2, углекислого газа 0,25, углекислой извести 1,09, гипса 0,58, поваренной соли 2,166.